# 海隆阿
海隆阿（かいりゅうあ、生没年不詳）は清代の武官。本籍は満洲。
1796年（嘉慶元年）及び1801年（嘉慶6年）の二度台湾北路協副将に任じられ、当時の台南以北の最高武官として着任した。